# Action féminine
Action féminine, var en kvinnoorganisation i Luxemburg, grundad 1924.
Kvinnorörelsen i Luxemburg hade börjat 1905, då två stora kvinnoföreningar hade grundats: den liberala Association for Women's Interest (Verein für die Interessen der Frau/ l'Association pour la Défense des Intérêts de la Femme), och den konservativa Luxembourg Catholic Women's Leauge (Luxemburger Katolische Frauenbund/Annuaire de l'Alliance des Femmes Luxembourgeoises). Landet saknade dock en nationell kvinnorörelse. 
Trots att kvinnor hade fått rösträtt 1919, var gifta kvinnor fortfarande omyndiga under makens förmyndarskap. De kunde inte hantera sina egna pengar, yrkesarbeta, få vårdnaden över sina barn eller öppna ett bankkonto utan makens tillstånd, och äktenskapslagen lydde Napoleons principer, vilket innebar att kvinnligt äktenskapsbrott var straffbart med fängelse och manligt enbart med böter. 
Catherine Schleimer-Kill grundade 1924 Action féminine, som blev Luxemburgs representant i International Council of Women. Det blev landets största kvinnoorganisation, med lokalföreningar över hela landet. Sedan rösträtten redan hade införts, fokuserade kvinnorörelsen på frågan om kvinnors utbildning, yrkesmöjligheter, och gifta kvinnors omyndighet. Inför valet 1928 förberedde en lista på valkandidater, och Catherine Schleimer-Kill valdes till stadsrådet för Esch-sur-Alzette. 
Under 1920-talet uppnåddes flera framgångar för kvinnors rättigheter i Luxemburg, främst genom tillgång till utbildning och yrken genom enskilda individers precedensfall, men lagarna kvarstod desamma. Efter andra världskriget återupptogs kvinnorörelsen och flera olika kvinnoföreningar bildades, men det var inte förrän på 1960-talet som lagliga reformer uppnåddes. 1967 infördes lika lön, och 1968 samundervisning, men det var inte förrän i en serie jämlikhetsreformer 1972-75 som gifta kvinnor slutligen uppnådde myndighet. 1981 infördes en lag mot könsdiskriminering. 